# Oscar (fodboldspiller)
 For alternative betydninger, se Oscar (flertydig). (Se også artikler, som begynder med Oscar)
Oscar dos Santos Emboaba Júnior (født 9. september 1991), almindeligt kendt som Oscar, er en brasiliansk fodboldspiller, der spiller som offensiv midtbanespiller for Chinese Super League-klubben Shanghai SIPG ,og har spillet brasilianske fodboldlandshold.
Oscar startede sin karriere hos São Paulo, hvor han vandt Campeonato Brasileiro Série A i 2008. I 2009 hev han São Paulo i retten på grund af problemer med sin kontrakt. Efter en række kontroverser med São Paulo skiftede han til Internacional, hvor han var i de næste tre år af hans karriere.
Oscars præstationer for Internacional og landsholdet fangede Premier League-klubberne Chelsea og Tottenham Hotspurs interesse i 2012. Den 9. juli begyndte rygterne at florere om, at Chelsea havde vundet kampen om Oscars underskrift. Cirka to uger senere bekræftede Chelsea handlen, og Oscar fik tildelt nummer 11 efter Chelsea-legenden Didier Drogba.
Oscar har repræsenteret sit land på flere forskellige niveauer. Den 20. august 2011 scorede han tre mål i FIFA U/20 VM-finalen som den første nogensinde i en U/20-VM-finale.  

## Titler

### Internacional
- Campeonato Gaúcho (2): 2011, 2012
- Recopa Sudamericana (1): 2011

### Brasilien
- Sydamerikas ungdomsmesterskab (1): 2011
- U/20-VM i fodbold (1): 2011
- Superclásico de las Américas (1): 2011
- Olympisk sølv (1): 2012